# Zermelo-Fraenkels aksiomer
Ernst Zermelo opstillede i 1908 et sæt aksiomer for mængdelæren som Abraham Fraenkel omformulerede i 1922 og udbyggede med udskiftningsaksiomet.
Undertiden udelades udvalgsaksiomet af Zermelo-Fraenkels aksiomer på grund af dets problematiske natur.
Aksiomerne kan formuleres:
1. (Den tomme mængde) Der eksisterer en mængde hvori ingen elementer er medlem.
2. (Foreningsmængde) For ethvert par af mængder findes en mængde bestående af netop alle elementer fra de to første mængder.
3. (Delmængde) For enhver mængde findes en mængde med elementer herfra som har en egenskab til fælles.
4. (Uendelighed) For enhver mængde findes en mængde som har flere elementer.
5. (Potensmængde) For enhver mængde findes en mængde bestående af alle delmængder af den første mængde.
6. (Udskiftning) I enhver mængde kan elementerne udskiftes med mængder.
7. (Udvalg) For enhver mængde findes en funktion som udvælger et element fra mængden.

De tre første aksiomer er tilstrækkeligt til at konstruere de naturlige tal.
Af potensmængdeaksiomet (5) følger at der ikke er 'en største mængde' idet vi her får et redskab til at konstruere evigt voksende mængder.
Udskiftningsaksiomet (6) var det som Abraham Fraenkel tilføjede og som sikrede aksiomsystemet mod Russells paradoks.
Udvalgsaksiomet udelades i dag ofte når det er muligt fordi det er kontroversielt. Den omtalte funktion kan ikke formuleres eksplicit for eksempelvis åbne mængder af reelle tal.
Aksiomsystemet kendes også som ZFC.

## Moderne formulering af ZFC
Der er mange ækvivalente formuleringer af ZFC aksiomerne. Det betyder essentielt set, at de kan afledes af hinanden. Antallet af aksiomer varierer idet der ofte af forskellige grunde listes aksiomer der kan afledes af hinanden. Her er brugt 7 aksiomer (listet ovenfor) eller 9 aksiomer (listet nedenfor) inklusivt udvalgsaksiomet  , , , . Udvalgsaksiomet bruges i standard matematik fx for at bevise at alle vektorrum har en mængde af basisvektorer.
ZFC-aksiomerne er fundamentet for de fleste matematiske teoremer, dog skal det bemærkes at aksiomerne fremkom som de aksiomer som tillod at bevise de teoremer man mente var rigtige og ikke omvendt. ZFC er i øvrigt ikke komplet.
Brugen af aksiomer
Aksiomerne bruges til at bevise udsagn om mængder ved en veldefineret proces, en beviskæde med et endelig antal skridt, som udgør et bevis:
Dette gøres udelukkende ved anvendelse af tre forskellige metoder i beviskæden: For hvert trin i beviskæden 1) at referere hvilket aksiom der anvendes eller 2) anvende en tautologi (som er sande i sig selv ) eller 3) modus ponens (samtidig anvendelse af to tidligere beviste udtryk i beviskæden). Dette gør det muligt og helt klart at der er tale om et bevis.
En målsætning når man skal skabe fundamentale aksiomer er at der skal være så få forudfattede begreber i aksiomerne som muligt for at forhindre at disse senere findes ikke at være korrekte, hvilket er sket flere gange i matematikkens historie. Hvordan dette kan gøres illustreres nedenfor.
Opbygning af aksiomer
Mængdelære bygger på postulatet at der er en fundamental binær relation {\displaystyle \epsilon } , den eneste definition af {\displaystyle \epsilon } og mængde findes i de 7 aksiomer (listet ovenfor) eller 9 aksiomer (listet nedenfor) som handler om dem, der er i den forstand ingen formel definition.
Ud over dette benyttes nogle logiske operatorer, som antages kendte (fra logikken). fx
{\displaystyle \neg } betyder logisk NOT.
{\displaystyle \forall a} betyder for alle {\displaystyle a} (det er en kvantor).
{\displaystyle \exists a} betyder der eksisterer et {\displaystyle a} (det er en Kvantor).
{\displaystyle \exists !y} betyder der eksisterer et unikt {\displaystyle y}.
{\displaystyle \not \exists y} betyder der eksisterer intet {\displaystyle y}.
{\displaystyle \vee } betyder logisk OR.
{\displaystyle \wedge } betyder logisk AND.
Udtale og form:
{\displaystyle A\epsilon B} ( siges {\displaystyle A} er et element (i) {\displaystyle B} eller {\displaystyle A} i {\displaystyle B} ...)
{\displaystyle A\epsilon B:=\epsilon (A,B)} er et prædikat med to variable, symbolet placeres normalt mellem de to variable.
Vi kan definere
- {\displaystyle x} er ikke et element i {\displaystyle y}: {\displaystyle x\notin y\Leftrightarrow \neg (x\in y)}
- {\displaystyle x} er en delmængde af {\displaystyle y} : {\displaystyle x\subseteq y:\Leftrightarrow \forall a:(a\in x\Rightarrow a\in y)}
- Lighed: {\displaystyle x=y:\Leftrightarrow \forall x\forall y:x\subseteq y\wedge y\subseteq x}

De to første aksiomer er eksistensaksiomer.
1. {\displaystyle x\in y} er et udsagn (dvs. er enten sand eller falsk) hvis og kun hvis x og y er mængder. Dvs at hvis {\displaystyle x} og/eller {\displaystyle y} ikke er en mængde(r) så er {\displaystyle x\in y} ikke et udsagn. (I naiv mængde teori (som læres i skolen) kan {\displaystyle x} være andet end en mængde, derved kan paradokser blive et problem)
2. Eksistens af den tomme mængde: {\displaystyle \exists x:\forall y:y\notin x} (der er kun én tom mængde betegnet {\displaystyle \varnothing })
3. Paraksiomet: Lad {\displaystyle x} og {\displaystyle y} være mængder. Der eksisterer en mængde, der som elementer indeholder {\displaystyle x} og {\displaystyle y}: {\displaystyle \forall x:\forall y:\exists m:\forall u:(u\in m\Leftrightarrow u=x\vee u=y)} (bemærkning: Der anvendes en notation {\displaystyle m=\{x,y\}} for en mængde. Rækkefølgen af {\displaystyle x} og {\displaystyle y} har ingen betydning {\displaystyle \{x,y\}=\{y,x\}}, hvis {\displaystyle x=y} får man {\displaystyle m=\{x\}} eller {\displaystyle m=\{y\}} da identiske elementer ikke tæller mere end en gang)
4. Foreningsmængde: Lad {\displaystyle x} være en mængde. Så findes der en mængde hvis elementer netop er elementer af elementerne af {\displaystyle x} (kaldet foreningsmængden) Notation: {\displaystyle u=\cup x}. Eksempel: Lad {\displaystyle a,b} være mængder , {\displaystyle \{a\}} er en mængde (ifølge aksiomet om par) og {\displaystyle \{b\}} er en mængde og {\displaystyle x=\{\{a\},\{b\}\}} er en mængde.
5. Aksiom om udskiftning (Skema): Lad {\displaystyle R} være en funktionel relation: {\displaystyle \forall x\in m\exists !y:R(x,y)} . (En mange-til-en relation mellem to sæt attributter indenfor en given relation.) Værdimængden af en mængde {\displaystyle m} under en funktionel relation {\displaystyle R} består af alle de {\displaystyle y} for hvilke der er et {\displaystyle x\in m} således at {\displaystyle R(x,y)}. Princippet om begrænset mængdebygning (også kaldet delmængdeaksiomet) følger af dette aksiom (5): Lad {\displaystyle P} være et prædikat i en variabel og lad {\displaystyle m} være en mængde. De elementer {\displaystyle y\in m}, for hvilke {\displaystyle P(y)} er sand, er en mængde {\displaystyle \{y\in m|P(y)\}}. Dette kaldes et skema, fordi det egentlig ikke er et enkelt aksiom, det er et aksiom for hvert prædikat. I naiv mængdeteori behøver {\displaystyle y} ikke at være begrænset (universel mængdebygning), hvilket leder til paradokser.
6. Potensmængdeaksiomet: Hvis {\displaystyle m} er en mængde, så er potensmængden {\displaystyle P(m)} mængden af alle delmængder af m: {\displaystyle \forall m\exists y\forall z:(z\subseteq m\Rightarrow z\in y)} f.eks.: {\displaystyle m=\{a,b\}}, {\displaystyle P(m)=\{\varnothing ,\{a\},\{b\},\{a,b\}\}}.
7. Uendelighedsaksiomet: Der eksisterer en mængde som indeholder den tomme mængde og med ethvert af dens elementer {\displaystyle y} også indeholder {\displaystyle \{y\}} som et element. f.eks.: {\displaystyle m=\{\varnothing ,\{\varnothing \},\{\{\varnothing \}\},\{\{\{\varnothing \}\}\}\cdots \}}. De trivielle navne for disse mængder er 0,1,2,3,... altså er {\displaystyle \mathbb {N} } en mængde og {\displaystyle \mathbb {R} =P(\mathbb {N} )}.
8. Udvalgsaksiomet: Lad {\displaystyle x} være en mængde hvis elementer ikke er tomme og gensidigt disjunkte. Der eksisterer da en mængde {\displaystyle y} som indeholder nøjagtigt et element fra hvert element af {\displaystyle x}. Alternativt: Der eksisterer en funktion {\displaystyle f} fra {\displaystyle x} til foreningsmængden af elementerne af {\displaystyle x} kaldet en valgfunktion, således at {\displaystyle \forall y\in x} har man {\displaystyle f(y)\in y}.
9. Fundamentaksiomet: Enhver ikke tom mængde {\displaystyle x} indeholder et element {\displaystyle y} som har ingen af dets elementer fælles med {\displaystyle x}. Umiddelbar konsekvens: Der er ingen mængde, som indeholder sig selv som element: {\displaystyle x\in x}. Altså: {\displaystyle \not \exists x:(x\in x)}.